# Maxime (prénom)
Pour les articles homonymes, voir Maxime.
Cette page présente le prénom Maxime ainsi que ses variantes.
Maxime est un prénom épicène mais essentiellement masculin

## Étymologie
Maxime provient du latin Maximus qui signifie « le plus grand », le premier-né d'une famille pouvant se voir attribuer ce prénom.  Pour le prénom latin, voir à Maximus.

## Variantes
Il a pour variantes masculines Max, Maxim et Maximien et pour forme féminine Maxima.

### Variantes linguistiques
- anglais : Maxim
- catalan : Màxim / féminin : Màxima
- comorien : Massim / Massime
- corse : Massimu
- grec : Μάξιμος (Máximos)
- italien : Massimo
- japonais : マキシム (Makishimu) / マクシム (Makushimu)
- occitan : Maime, Maxim, Maxime / féminin : Maima, Maxima
- poitevin : Méne
- polonais : Maksym
- portugais : Máximo
- provençal « marselhés » : Massime
- russe : Максим (Maksim)

## Personnes portant ce prénom
- Pour l'ensemble des articles sur les personnes portant ce prénom, consulter :
  - la liste des articles dont le titre commence par ce prénom
  - les listes produites par Wikidata : Liste des personnes de prénom « Maxime » — même liste en incluant les éventuels prénoms composés qui contiennent « Maxime ».

### Saints
- Maxime (de Callian)
- Voir : Saint Maxime

### Personnages de fiction
- Maxime de Trailles, personnage de la Comédie humaine de Balzac.
- Maxime Rougon dit Saccard, personnage des Rougon-Macquart d'Émile Zola.